# Хинсдейл
 Тази статия е за града в Илинойс, САЩ.  За окръга в Колорадо вижте Хинсдейл (окръг).  
Хинсдейл (на английски: Hinsdale) е село в Илинойс, Съединените американски щати.
Намира се на 25 km западно от центъра на Чикаго. Населението му е 17 705 души (по приблизителна оценка от юли 2017 г.).
В Хинсдейл е роден тенисистът Тод Мартин (р. 1970).